# Helmut Wildt
Helmut Wildt (* 9. April 1922 in Bad Pyrmont; † 4. Oktober 2007 in Berlin) war ein deutscher Schauspieler.

## Leben und Wirken
Er war nach dem Abitur Kriegsteilnehmer und verbrachte als Kriegsgefangener die Jahre 1943 bis 1946 in den USA, die Jahre 1946 und 1947 in England. Von 1947 bis 1949 besuchte er die Schauspielschule der Kammerspiele Hannover, wo er debütierte. Bis 1954 stand er am Niedersächsischen Staatstheater Hannover unter Vertrag.
Wildt begann seine berufliche Laufbahn gleichzeitig in den ersten Jahren nach Gründung der Bundesrepublik als Sprecher beim NWDR in Hamburg. Von 1954  bis 1958 war er am  Schauspielhaus Wuppertal tätig. In dieser Zeit spielte er an der Seite von Kollegen wie Horst Frank, Ullrich Haupt, Harald Leipnitz und Gisela von Collande.
1958 übersiedelte er nach Berlin und begann ein Engagement unter der Intendanz Boleslaw Barlogs an den Staatlichen Schauspielbühnen Berlin. Während dieser Zeit spielte er u. a. in Ernst Schroeder Inszenierung von Goethes Faust. Der Tragödie zweiter Teil  die Titelrolle und den Dorfrichter Adam in Kleists Der zerbrochne Krug. Bis zur Schließung der Schauspielbühnen im Jahr 1993 durch den Senat von Berlin war Wildt dort 35 Jahre lang Ensemblemitglied.
Von 1958 an war Wildt in Berlin auch vor der Kamera tätig. 1960 gab er sein Kinofilmdebüt. In Helmut Käutners sozialkritischem Gegenwartsstück Schwarzer Kies verkörperte er den Fuhrunternehmer Robert Neidhardt, der den titelgebenden Kies, der für den Bau der Startbahn auf dem nahe gelegenen Militärflugplatz angefordert wurde, schwarz an kleinere Firmen verkauft. Diese Hauptrolle führt zu einer Reihe von Anschlussangeboten, bei denen Wildt durchgehend kraftvoll virile und kantige Männer auf beiden Seiten des Gesetzes darstellte: so etwa den Anführer einer Gangsterbande, Dr. Caspary, in der Siegfried-Lenz-Verfilmung Das Feuerschiff wie auch den hartgesottenen Ex-Zuchthäusler Mike Hilton in dem Durbridge-Film Piccadilly null Uhr zwölf.
Ab Mitte der 60er Jahre war Wildt weniger im Film als für das Fernsehen tätig. Er spielte mehrfach unter der Regie von Fritz Umgelter wie auch von Eberhard Itzenplitz. Sporadisch arbeitete Wildt auch als Synchronsprecher. So war er die deutsche Stimme von Robert Shaw in Der Clou, die von George C. Scott in Die Hindenburg und von Charles Denner in Der Mann, der die Frauen liebte.
Wildt war mit der Schauspielerin Bettina Schön verheiratet, mit der er auch gemeinsam an den Staatlichen Schauspielbühnen Berlin tätig war. 1970 wurde er zum Berliner Staatsschauspieler ernannt.

## Filmografie
- 1958: Gift und Mitgift (TV)
- 1961: Schwarzer Kies
- 1962: Das Leben beginnt um acht
- 1962: Das Feuerschiff
- 1963: Piccadilly null Uhr zwölf
- 1964: Don Gil von den grünen Hosen (TV)
- 1965: Spione unter sich
- 1966: Das Millionending (TV-Zweiteiler)
- 1968: Der Fall Tuchatschewskij (TV)
- 1969: Beaumarchais (TV)
- 1970: Wie eine Träne im Ozean (TV-Dreiteiler)
- 1972: Das Klavier (TV)
- 1974/76: Unter einem Dach: Das große Ding/Falschgeld (TV-Serie)
- 1976: Als wär’s ein Stück von mir (TV)
- 1977: Vorhang auf, wir spielen Mord (TV)
- 1977: Tatort – Drei Schlingen (TV)
- 1979: Revolution in Frankfurt (TV)
- 1983: Feuer für den großen Drachen (TV)
- 1986: Wanderungen durch die Mark Brandenburg (TV)

## Synchronrollen (Auswahl)
| Schauspieler     | Film/Serie                  | Rolle                       |
| ---------------- | --------------------------- | --------------------------- |
| E.V.H. Emmett    | Junger Mann aus gutem Hause | Erzähler                    |
| Ferdy Mayne      | Ben Hur                     | Captain des Rettungsschiffs |
| George C. Scott  | Die Hindenburg              | Col. Franz Ritter           |
| Michel Piccoli   | Atlantic City, USA          | Joseph                      |
| Robert Shaw      | Der Clou                    | Doyle Lonnegan              |
| Sir Ian McKellen | Last Action Hero            | Der Tod                     |
| Sydney Chaplin   | Das Gesicht im Dunkeln      | Mr. Brown                   |

## Hörspiele
- 1959: Mischa Mleinek: Der König ist tot (Dik Henderson) – Regie: Curt Goetz-Pflug (Kriminalhörspiel – SFB)